# أيفي باركر
أيفي باركر (بالإنجليزية: Ivy Parker)‏ هي كيميائية أمريكية، ولدت في 11 سبتمبر 1907 في مقاطعة كواي في الولايات المتحدة، وتوفيت في 7 سبتمبر 1985 في مقاطعة بوتر في الولايات المتحدة.